# IPM (casa discografica)
La IPM (Italmusica Pigini Milano) è stata una casa discografica italiana, attiva tra gli anni cinquanta e sessanta.

## Storia
La sigla IPM significa Italmusica Pigini Milano, dal nome del fondatore dell'etichetta nei primi anni cinquanta, l'industriale Pasquale Pigini.
L'etichetta, che aveva sede a Milano in corso Genova 22, faceva parte, insieme ad altre etichette come la Silver, la Embassy, la SIR e la Pig, del gruppo Italmusica, ed era guidata, per quel che riguarda la direzione artistica, da Vanni Moretto.
L'IPM caratterizzò la sua produzione discografica per il molto spazio lasciato al folklore, in particolare sardo (con musicisti come I Catalani, Francesco Bande, Tonino Masala, Leonardo Cabizza e Giovanni Lai), ma anche siciliano con Geri Palamara o piemontese, con Gipo Farassino (che nelle prime incisioni usava ancora il suo vero nome di battesimo, Giuseppe); tra gli artisti di musica leggera che incisero per l'etichetta i più noti furono Riz Samaritano e alcuni gruppi come I Dannati (guidati dal cantante Fred Bullo) o I Liars.
Con il fallimento dell'Italmusica (successivo alla morte di Pigini) nel 1968, l'IPM chiuse le attività.

## Dischi
La datazione qui riportata si basa sull'etichetta del disco o sulla copertina; qualora nessuno di questi elementi abbia una datazione, è basata sulla numerazione del catalogo; talora è, infine, basata sul codice della matrice di stampa. Se esistenti, sono riportati, oltre all'anno, il mese e il giorno (quest'ultimo dato si trova, a volte, stampato sul vinile).

### Album
| Numero di catalogo | Anno | Interprete                                                    | Titoli                     |
| ------------------ | ---- | ------------------------------------------------------------- | -------------------------- |
| LIP 306            | 1962 | Giuseppe Farassino con Riz Samaritano e Giuanin d' Porta Pila | Le canssôn d' Pòrta Pila   |
| LIP 310            | 1962 | Giuseppe Farassino                                            | Le canssôn d' Pòrta Pila 2 |
| LIP 311            | 1963 | Lia Scutari                                                   | Se 'l mare fosse tocio...  |
| LIP 316            | 1963 | Vari                                                          | Nuoro canta                |
| LIP 318            | 1963 | Giuseppe Farassino                                            | Le canssôn d' Pòrta Pila 3 |

### EP
| Numero di catalogo | Anno | Interprete                 | Titoli                                                                                              |
| ------------------ | ---- | -------------------------- | --------------------------------------------------------------------------------------------------- |
| I.E. 4006          | 1962 | Giuseppe Marzari           | O scio' ballaclava/Romanzo giano/Fetent service/L'aringa affumicata                                 |
| CI 237             | 1963 | Laura Lembo/Luciano Simoni | Uno per tutte/La ballata del pedone/Sull'acqua/Occhi neri e cielo blu/Perdonarsi in due/Non sapevo  |
| CI 238             | 1963 | Laura Lembo/Luciano Simoni | Amor, mon amour, my love/Ricorda/Non costa niente/Tu venisti dal mare/Perché perché/Giovane giovane |

### Singoli
| Numero di catalogo | Anno            | Interprete                                                          | Titoli                                                                             |
| ------------------ | --------------- | ------------------------------------------------------------------- | ---------------------------------------------------------------------------------- |
| IP 3001            | 1960            | Angela                                                              | Angela (bambina cattiva)/Mordo                                                     |
| IP 3002            | 1960            | Angela                                                              | Rock della naja/Scotto...!                                                         |
| IP 3004            | 1960            | Fred Bullo                                                          | Scocca la miloca/Esta es la miloca                                                 |
| IP 3005            | 1960            | Complesso I Nobili                                                  | Sexi Baby/La dolce vita                                                            |
| IP 3010            | 1960            | Angela                                                              | Me ne faccio un baffo/Paura                                                        |
| IP 3012            | 1960            | Angela                                                              | O Jim o Jack o John/Good Luck                                                      |
| IP 3016            | 1960            | Angela                                                              | M'ama non m'ama/Mare di cielo                                                      |
| IP 3018            | 1960            | Antonio Basurto                                                     | Manuela/Serenata a chi mi pare                                                     |
| IP 3026            | 2 dicembre 1960 | Dino Sarti                                                          | Col cannocchiale/Tom Juke-box                                                      |
| IP 3028            | 1961            | Angela                                                              | Rolypoly/Un passo sulle scale                                                      |
| IP 3030            | 1961            | Angela                                                              | Cos'hai trovato in lui/La luna con i baffi                                         |
| IP 3031            | 1961            | Antonio Basurto                                                     | Zi' Nicola/Cha cha cha abruzzese                                                   |
| IP 3032            | 1961            | Complesso I Nobili                                                  | C'era una volta/Milagro de amor                                                    |
| IP 3036            | 1961            | Stelio Settepassi con il complesso di Mario Trama e la sua chitarra | Stornelli toscani I/Stornelli toscani II                                           |
| IP 3040            | 1961            | Alberto Rota e i suoi Solisti                                       | Cuculo cha cha cha/Porcellino cha cha cha                                          |
| IP 3043            | 1961            | Antonio Basurto                                                     | La pasturella della Maiella/Tutte le funtanelle                                    |
| IP 3049            | 1961            | Angela                                                              | Il sole non tramonta/Quando l'amore è...                                           |
| IP 3051            | 1961            | Rik Valente                                                         | Le tue bambole/Il mio pugno                                                        |
| IP 3053            | 1961            | Stelio Settepassi con il complesso di Mario Trama e la sua chitarra | Stornelli toscani III/Stornelli toscani IV                                         |
| IP 3055            | 1961            | Tony Sandler                                                        | Cocco fresco/Donna Micaela                                                         |
| IP 3058            | 1961            | Rik Valente                                                         | Io pregherò/E' scritto nelle stelle                                                |
| IP 3059            | 1961            | Febo Conti                                                          | El Carletu ciuc dal dottore I/El Carletu ciuc dal dottore II                       |
| IP 3060            | 1961            | Febo Conti                                                          | El Carletu ciuc tram in cinemascope I/El Carletu ciuc tram in cinemascope II       |
| IP 3061            | 1961            | Febo Conti                                                          | El Carletu ciuc idee e invenzioni I/El Carletu ciuc idee e invenzioni II           |
| IP 3062            | 1961            | Lele Paverani e il suo complesso                                    | Exodus/Il dritto                                                                   |
| IP 3063            | 1961            | Lele Paverani e il suo complesso                                    | Moritat/Cha cha cha italiano                                                       |
| IP 3064            | 1961            | Francesco Bande                                                     | Su passu torrau/Sa danza                                                           |
| IP 3068            | 1961            | Fred Bullo e I Dannati                                              | I cornuti/Manesco                                                                  |
| IP 3069            | 1961            | Sara Sheard                                                         | M'han rotto la chitarrina/La vuoi o non la vuoi                                    |
| IP 3071            | 1961            | Fred Bullo e I Dannati                                              | Mia suocera/Genoveffa (la racchia)                                                 |
| IP 3072            | 1961            | Fred Bullo e I Dannati                                              | Balorda/Scappa carogna                                                             |
| IP 3073            | 1961            | Rik Valente                                                         | La novia/Nulla mi può staccar da te                                                |
| IP 3074            | 1961            | Rik Valente                                                         | La donna dei sogni/Non so più (che cosa dire)                                      |
| IP 3075            | 1961            | Fred Bullo                                                          | La ballata di San Vittore/Tango del brivido                                        |
| IP 3076            | 1961            | Fred Bullo                                                          | Isterica/Giallissimo tango                                                         |
| IP 3077            | 1961            | Nino Ranalli                                                        | La latteria/Saltarello marinaro                                                    |
| IP 3078            | 1961            | Tina Recine                                                         | La madre superiora/Passatempo                                                      |
| IP 3079            | 1961            | Mario Trama                                                         | Perdona ho pianto/Appuntamento all'Alhambra                                        |
| IP 3080            | 1961            | Il Carillon di Guido Percacci                                       | Hombre che pachanga/Polenta e baccalà cha cha cha                                  |
| IP 3081            | 1961            | Il Carillon di Guido Percacci                                       | Sasso rock/Night cha cha cha                                                       |
| IP 3083            | 1961            | Fred Bullo e I Dannati                                              | Due sposi fan questione/Tango della malavita                                       |
| IP 3084            | 1961            | Antonio Basurto                                                     | La latteria/La pasturella della Maiella                                            |
| IP 3085            | 1961            | Il Carillon di Guido Percacci                                       | Twist italiano/E' una notte meravigliosa                                           |
| IP 3093            | 1962            | Complesso di Mario Trama                                            | Wheels/Bewitchd guitar                                                             |
| IP 3094            | 1962            | Duo Vario                                                           | Stornellate paesane/U barcaiolo                                                    |
| IP 3095            | 1962            | Duo Vario                                                           | U matrimonio fallite/Nu te pigghià nù vecchio                                      |
| IP 3097            | 1962            | I Dannati                                                           | Ce l'hai troppo lunga/Evviva la cambiale                                           |
| IP 3104            | 1962            | Fred Bullo e The Jets                                               | Scocca la Miloca/Esta es la Miloca                                                 |
| IP 3105            | 1962            | Vittorio Bertolini                                                  | 'A motoretta/Siciliano twist                                                       |
| IP 3110            | 1962            | Fred Bullo                                                          | Le spose d'oggi/Il terzo sesso                                                     |
| IP 3111            | 1962            | Fred Bullo con I 4 dell'Iride                                       | Creola/Abatjour (Salomè)                                                           |
| IP 3113            | 1962            | Quartetto Sardo Nuorese                                             | Muttu prolungadu (Augurios a s'emigradu)/Muttos de amore (La domando in isposa)    |
| IP 3114            | 1962            | Quartetto Sardo Nuorese                                             | Corsicana/Stornellata corsicana                                                    |
| IP 3115            | 1962            | Antonio Basurto                                                     | La bandicella/Cumpà quali è stu tuisse?                                            |
| IP 3118            | 1962            | I Menestrelli della Maiella                                         | Coccia pilata twist/Ammore barese                                                  |
| IP 3119            | 1962            | Complesso Reggino Calabrese                                         | A Quatriglia ru cumpari e da cummari gelusi/Muttetta amurusa                       |
| IP 3124            | 1962            | Nino Ranalli                                                        | Lu scarpare/Sciopero in cucina                                                     |
| IP 3125            | 1962            | Gianni Marletta                                                     | Don Ciccinu 'u malandrinu/Scaccia pinsieri                                         |
| IP 3126            | 1962            | Gianni Marletta                                                     | Mamma m'abbollo/Campagnola siciliana                                               |
| IP 3127            | 1962            | Puxeddu e il suo complesso                                          | Turbamentu/Isolana                                                                 |
| IP 3133            | 1963            | I menestrelli della Majella                                         | La fija me/Lu parozzo                                                              |
| IP 3138            | 1963            | Puxeddu e il suo complesso                                          | Stellettas de oro (muttos)/Su primu imperatore (muttos)                            |
| IP 3142            | 1963            | Nina De Trastevere                                                  | Er re de li cornuti/Er pizzicarolo-A banana-Er fachiro                             |
| IP 3151            | 1963            | Quartetto Sardo Nuorese                                             | Una mastra e iscola/Illustres issenziados                                          |
| IP 3152            | 1963            | Fred Bullo con l'orchestra Moretto-Tomelleri                        | I pigmei/Incredibile amore                                                         |
| IP 3153            | 1963            | Fred Bullo con l'orchestra Moretto-Tomelleri                        | Tango stregato/Quaranta gradi all'ombra                                            |
| IP 3156            | 1964            | Franca Siciliano                                                    | Bocce e barbera/Pensavi a un altro                                                 |
| IP 3157            | 1964            | Cesare De Cesaris                                                   | L'umbriacone/La ballata della fisa                                                 |
| IP 3158            | 1964            | Carla Fenzi ed Enrico Musiani                                       | Stornellacci toscani a botta e risposta parte 1/Parte 2                            |
| IP 3174            | 1964            | Mauro Cipolla                                                       | Ma mi/El portava i scarp del tennis                                                |
| IP 3175            | 1965            | Riz Samaritano                                                      | Angelina/Notte di piombo                                                           |
| IP 3176            | 1965            | Enrico                                                              | Le ragazze d'Italia (prima parte)/Le ragazze d'Italia (seconda parte)              |
| IP 3177            | 1965            | Enrico Musiani e Carla Fenzi                                        | Stornelli maliziosi a botta e risposta I/Stornelli maliziosi a botta e risposta II |
| IP 3188            | 1965            | Rosy D'Andrea & Gabriele D'Onofrio                                  | All'orte/L'acquabelle                                                              |
| IP 3189            | 1965            | Gabriele Colarossi                                                  | Lu Sand'Andonie / Lu Cucù                                                          |
| IP 3191            | 1965            | Pierino Della Baja                                                  | Le osterie/Le porte                                                                |
| IP 3192            | 1966            | Mauro Cipolla                                                       | Mamma mia dammi cento lire/Addio a Lugano                                          |
| IP 3198            | 1966            | I Catalani                                                          | Desperta-te (serenata a Teresita)/Lo solitari                                      |
| IP 3199            | 1967            | I Catalani                                                          | Ave Maria/Ses coma una estrella                                                    |
| IP 3200            | 1967            | Mauro Cipolla                                                       | La balada del catamuch/Madonina                                                    |
| IP 3206            | 1967            | Giulio Franchi                                                      | L'ho baciata che era ancor calda/Mamma... l'amore                                  |
| IP 3207            | 1967            | Mauro Cipolla                                                       | Hanno ammazzato il Mario/Il primo furto                                            |
| IP 3290            | 1967            | I Liars                                                             | Estremo oriente/Non giudicatemi                                                    |
| IP 3295            | 1967            | Vittorio Inzaina                                                    | Barbagia/Ave Maria sarda                                                           |